# Linea R2
La linea R2 è un servizio delle Rodalies de Catalunya per il trasporto ferroviario suburbano di Barcellona, gestito da Renfe Operadora su binari a scartamento iberico della società ADIF. Il servizio nel suo complesso collega la stazione di Sant Vicenç de Calders a quella di Maçanet-Massanes ed è conosciuto anche come linea della costa o ramo sud e linea dell'interno o ramo nord.
Dal 2009, con la soppressione della linea 10, il servizio è stato suddiviso in tre linee: R2 (Castelldefels-Granollers), R2 Nord (Aeroporto-Maçanet) e R2 Sud (Sant Vicenç - Stazione di Francia).

## Storia

### Rodalies
Nel 1980 RENFE diede vita alle Cercanías, nel quadro di un piano di miglioramenti per "contrastare la cattiva immagine aziendale" che prevedeva l'istituzione di 162 servizi ferroviari nuovi e il potenziamento di altri esistenti, avendo come obiettivo la modernizzazione della rete. Nel 1984 l'azienda si costituì in unità commerciale come Cercanías Renfe, poi Rodalies Renfe della Catalogna e nel 1985 si riorganizzò ancora utilizzando anche un nuovo logo per il servizio suburbano.
Inizialmente Renfe Operadora numerava queste linee usando la C di Cercanías, in questo caso C2. Per un certo periodo la vecchia numerazione fu usata contemporaneamente con la nuova, caratterizzata dalla lettera R di Rodalies fino al passaggio definitivo delle "Rodalies Barcelona" sotto il controllo della Generalitat de Catalunya, entrato in vigore il 1º gennaio 2010; da allora viene utilizzata esclusivamente la lettera "R" come distintivo unico delle linee del servizio.

### Linea
Nello sviluppo della linea R2 attuale si possono distinguere tre tappe molto differenziate tra loro: la sezione nord, la sezione sud e la diramazione verso l'aeroporto.
Le origini della sezione nord risalgono al 1854 e coincidono con l'apertura della tratta ferroviaria tra Barcellona e Granollers. Il primo prolungamento fino a Maçanet fu completato nel 1860 per arrivare poi fino a Girona due anni dopo. La linea venne poi collegata alla rete ferroviaria europea con i successivi prolungamenti fino a Figueres (1877) e poi a Portbou (1878) che da allora costituisce il punto di allacciamento con la rete ferroviaria francese. Nel corso del tempo furono eseguiti anche lavori di adeguamento tecnologico e infrastrutturale, come l'elettrificazione durante gli anni cinquanta e la realizzazione del passante di Girona.
Per quanto riguarda la sezione sud, la sua storia inizia nel 1881 con l'entrata in servizio della linea Barcellona-Vilanova i la Geltrú che aveva il suo capolinea al porto di Barcellona e attraversava, con numerose gallerie, il massiccio del Garraf. In seguito la linea venne prolungata prima a Calafell (1882) poi a Valls (1883) per collegarsi infine con le linee verso Tarragona e Lleida. Durante il XX secolo la linea venne raddoppiata ed elettrificata a partire dagli anni cinquanta.
La diramazione verso l'aeroporto fu inaugurata nel 1975, inizialmente come servizio navetta diretto verso il centro città (stazione di Sants) a cui furono in seguito aggiunte nuove fermate intermedie a Bellvitge e a El Prat de Llobregat. Questa tratta oggi fa parte della lina R2 Nord e molti treni provenienti da Sant Celoni e Maçanet, arrivati a El Prat, vi si innestano tramite un collegamento a binario unico che arriva fino al terminale T2 dell'aeroporto. È in progetto una nuova tratta sotterranea che dovrebbe unire il terminale T2 con il terminale T1 passando sotto le piste dell'aeroporto.

## Caratteristiche

Stazione di Sitges.

La lunghezza complessiva della linea è di 133 km con fermate in 34 stazioni. Sono presenti interscambi con le linee R1, R3, R4, R8 e le linee regionali di Rodalies de Catalunya, nonché con l'alta velocità, con le linee a lunga percorrenza verso la Francia e con la metropolitana di Barcellona.
Il materiale rotabile è costituito da treni Renfe delle serie 447, 450 e 451 e Civia 463, 464 e 465.
Il servizio viene effettuato sulle seguenti linee ferroviarie:
- linea Barcellona-Vilanova-Valls nel tratto tra Sant Vicenç de Calders e Barcellona
- linea Barcellona-Girona-Portbou nel tratto tra Barcellona e Maçanet-Massanes
- linea El Prat - Aeroporto

Le stazioni di capolinea sono:
- per la linea R2 Sud, Sant Vicenç de Calders e Vilanova i la Geltrú (R2 Sud) in un senso e la Stazione di Francia nell'altro;
- per la linea R2 Castelldefels e Granollers Centre (R2)
- per la linea R2 Nord l'aeroporto in un senso e Sant Celoni e Maçanet-Massanes nell'altro.

### Traffico
La linea trasporta 35 milioni di passeggeri all'anno, con una media nei giorni feriali di 133 619 viaggiatori e 261 corse quotidiane.

## Percorso
|  |  |  |

|  |  | Continuation backward |

|  |  | Unknown route-map component "ABZg+l" | Unknown route-map component "CONTfq" |  |

|  |  | Station on track |

|  |  | Unknown route-map component "ABZgl" | Unknown route-map component "CONTfq" |  |

| Stop on track |

| Stop on track |

| Stop on track |

| Stop on track |

|  | Unknown route-map component "eABZgl+l" | Unknown route-map component "exSTR+r" |

|  | Straight track | Unknown route-map component "extSTRa" |

|  | Straight track | Unknown route-map component "extHST" |

|  | Station on track | Unknown route-map component "extSTR" |

|  | Unknown route-map component "eABZg2" | Unknown route-map component "extHST" + Unknown route-map component "exSTRc3" |

|  | Unknown route-map component "eSTR+c1" | Unknown route-map component "extABZg+4" + Unknown route-map component "exÜWu4" |

|  | Straight track | Unknown route-map component "extHST" |

|  | Straight track | Unknown route-map component "extSTRe" |

|  | Straight track | Unknown route-map component "exHST" |

|  |  | Straight track | Unknown route-map component "exABZgl" | Unknown route-map component "exCONTfq" |

|  | Station on track | Unknown route-map component "extSTRa" |

|  | Straight track | Unknown route-map component "extHST" |

|  | Straight track | Unknown route-map component "extSTRe" |

|  | Unknown route-map component "eKRWg+l" | Unknown route-map component "exKRWr" |

| Unknown route-map component "eHST" |

| Stop on track |

| Stop on track |

| Stop on track |

| Stop on track |

| Stop on track |

| Unknown route-map component "exCONT2" + Unknown route-map component "exlINT" + Unknown route-map component "exÜWu2" | Unknown route-map component "STR+l" + Unknown route-map component "extSTRc3" | Unknown route-map component "ABZg+r" |  |  |

| Unknown route-map component "extSTRc1" + Airport | Unknown route-map component "extSTR2+4" + End station | Straight track + Unknown route-map component "extSTRc3" |  |  |

| Unknown route-map component "extSTRc1" | Unknown route-map component "eABZg+4xu" |  |

|  |  | Unknown route-map component "tSTRa" | Unknown route-map component "tCONTg" |  |

|  |  | Unknown route-map component "tXINT-L" | Unknown route-map component "etXBHF-R" |  |

|  | Unknown route-map component "tSTRe" + Unknown route-map component "tSTRc2" | Unknown route-map component "tSTR3" |

| Unknown route-map component "tSTRc2" | Straight track + Unknown route-map component "tSTR3+1" | Unknown route-map component "tSTRc4" |

| Unknown route-map component "tCONTgq" | Unknown route-map component "tSTRq" + Unknown route-map component "tSTR+1" | Unknown route-map component "KRZt" + Unknown route-map component "tSTRc4" | Unknown route-map component "tCONTfq" |  |

| Unknown route-map component "tCONTg" | Unknown route-map component "tSTR" + Unknown route-map component "exCONTgq" | Unknown route-map component "eABZgr+r" |  |  |

| Unknown route-map component "tINT" + Unknown route-map component "HUBaq" | Unknown route-map component "tSTR" + Unknown route-map component "HUBq" | Interchange on track + Unknown route-map component "HUBeq" |  |  |

| Unknown route-map component "tSTRl" | Unknown route-map component "tKRZt" | Unknown route-map component "KRZt" | Unknown route-map component "tCONTfq" |  |

| Unknown route-map component "tSTR" | Straight track + Unknown route-map component "BS2c2" | Unknown route-map component "STR3h+l" + Unknown route-map component "lCONTf@Fq" |

| Unknown route-map component "c" | Unknown route-map component "tSTR2" | Unknown route-map component "c" + Unknown route-map component "tSTRc3" | Unknown route-map component "evHST" |  |

| Unknown route-map component "tSTRc1" | Unknown route-map component "c" + Unknown route-map component "tSTR2+4" | Unknown route-map component "cd" + Unknown route-map component "vSTR" | Unknown route-map component "tSTRc3" |

|  | Unknown route-map component "SHI2g+l" + Unknown route-map component "PORTALf" + Unknown route-map component "tSTRc1" | Unknown route-map component "tSTR+4" + Unknown route-map component "BS2c4" |

|  | Unknown route-map component "tINT-L" | Unknown route-map component "tINT-R" |

|  | Unknown route-map component "tKRW+l" | Unknown route-map component "tKRWgr" | Unknown route-map component "extCONTf" |  |

| Unknown route-map component "utSTRc2" | Unknown route-map component "tSTR" + Unknown route-map component "utSTR3+l" | Unknown route-map component "mtKRZt" | Unknown route-map component "utCONTfq" |  |

| Unknown route-map component "utCONT1" + Unknown route-map component "lINT-L" | Unknown route-map component "tINT-R" + Unknown route-map component "utSTRc4" | Unknown route-map component "tSTR" |  |  |

| Unknown route-map component "tSTR" | Unknown route-map component "tINT" |  |

| Unknown route-map component "tINT" | Unknown route-map component "tSTR" |  |

| Unknown route-map component "tKBHFa@f" | Unknown route-map component "tSTR" | Unknown route-map component "tSTR" |  |  |

| Unknown route-map component "tKRWgl" | Unknown route-map component "tKRWg+r" | Unknown route-map component "tSTR" |  |  |

| Unknown route-map component "tSTRl" | Unknown route-map component "tSTRq" + Unknown route-map component "tABZg2" | Unknown route-map component "tABZgr" + Unknown route-map component "tSTRc3" |  |  |

| Unknown route-map component "tSTR2" + Unknown route-map component "tSTRc1" | Unknown route-map component "tSTR2+4" + Unknown route-map component "tSTR" + Unknown route-map component "tSTRc3" | Unknown route-map component "tSTRc3" |

| Unknown route-map component "d" | Unknown route-map component "tSTRc1" | Unknown route-map component "tABZg+4" + Unknown route-map component "tSTRc1" | Unknown route-map component "d" + Unknown route-map component "tSTR+4" | Unknown route-map component "extCONTg" |

|  | Unknown route-map component "d" | Unknown route-map component "d" + Unknown route-map component "tINT" | Unknown route-map component "extv-SHI3+l" + Unknown route-map component "tBS2c1" | Unknown route-map component "extSHI3r" + Unknown route-map component "tBS2+r" |

|  | Unknown route-map component "d" | Unknown route-map component "tSTR" | Unknown route-map component "extdSTR" | Unknown route-map component "tINT" |

|  | Unknown route-map component "c" | Unknown route-map component "etHST" + Unknown route-map component "HUBaq" | Unknown route-map component "cHUBq" + Unknown route-map component "extdHST" | Unknown route-map component "tv-STR" + Unknown route-map component "dHUBeq" |

|  | Unknown route-map component "d" | Unknown route-map component "tSTRe@f" | Unknown route-map component "extdCONTf" | Unknown route-map component "tSTR" |

| Unknown route-map component "d" | Unknown route-map component "CONTgq" | Junction both to and from right | Unknown route-map component "d" | Unknown route-map component "tSTR" |

|  | Unknown route-map component "d" | Straight track | Unknown route-map component "d" | Unknown route-map component "tINT" |

|  | Unknown route-map component "d" | Station on track | Unknown route-map component "d" | Unknown route-map component "tSTRe" |

|  | Unknown route-map component "cd" | Unknown route-map component "vSTR-" + Unknown route-map component "vSTR2-" | Unknown route-map component "cSTRc3" | Interchange on track |

|  | Unknown route-map component "d" | Unknown route-map component "vSTR-" + Unknown route-map component "STRc1" | Unknown route-map component "v-STR+4" + Unknown route-map component "v-STR" |

|  | Unknown route-map component "d" | Straight track | Unknown route-map component "d" | Stop on track |

|  |  | Stop on track | Unknown route-map component "d" | Unknown route-map component "ABZg2" | Unknown route-map component "dSTRc3" |

|  |  | Straight track | Unknown route-map component "d" | Continuation forward + Unknown route-map component "STRc1" | Unknown route-map component "dCONT4-" |

| Stop on track |

|  | Unknown route-map component "ABZg+l" | Unknown route-map component "CONTfq" |

| Stop on track |

| Stop on track |

|  | Unknown route-map component "eABZg+l" | Unknown route-map component "exCONTfq" |

| Station on track |

| Unknown route-map component "exCONTgq" | Unknown route-map component "eABZgr" |  |

| Stop on track |

| Stop on track |

| Stop on track |

| Stop on track |

| Station on track |

| Stop on track |

| Stop on track |

| Stop on track |

| Unknown route-map component "CONTgq" | Unknown route-map component "ABZg+r" |  |

| Station on track |

| Continuation forward |